# Ромбокубооктаедр

Ромбокубооктаедр

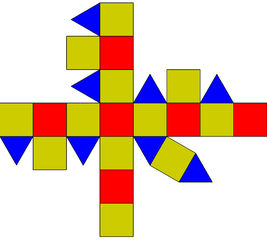
Розгортка ромбокубооктаедра

Ромбокубооктаедр   або ромбокубоктаедр  — напівправильний многогранник, гранями якого є 18 квадратів і 8 трикутників. Також називається малим ромбокубооктаедром .

## Алгебраїчні властивості

### Декартові координати
Декартові координати вершин ромбокубооктаедра з центром на початку координат і довжиною ребер дорівнює двом — це все 24 можливі перестановки зі знаками наступної трійки: (± 1, ± 1, ± (1 + √2)).
Якщо вихідний ромбокубооктаедр має одиничні ребра, то довжини ребер двоїстого йому дельтоідального ікосітетраедра обчислюються за формулами:
{\displaystyle {\frac {2}{7}}{\sqrt {10-{\sqrt {2}}}}\quad {\text{ та }}\quad {\sqrt {4-2{\sqrt {2}}}}.}

### Площа та об'єм
Площа S і об'єм V ромбокубооктаедра з довжиною ребра a, обчислюються за формулами.
{\displaystyle S=(18+2{\sqrt {3}})a^{2}\approx 21.4641016a^{2},}
{\displaystyle V={\frac {1}{3}}(12+10{\sqrt {2}})a^{3}\approx 8.71404521a^{3}.}

## Псевдоромбокубооктаедр
Повернувши верхню частину ромбокубооктаедр, що включає 5 квадратних і 4 трикутних грані, на кут 45 °, можна отримати новий багатогранник — псевдоромбокубооктаедр . Псевдоромбокубооктаедр має рівні багатогранні кути, однак, щиро кажучи, не відноситься до архімедових багатогранників ; утім, його можна включити в список архімедових (або напівправильних) тіл, якщо виходити з менш жорсткого визначення: напівправильні (архімедові) багатогранники — багатогранники, всі багатогранні кути яких рівні, а всі грані — правильні багатокутники   .
Псевдоромбокубооктаедр не був відомий протягом двох тисяч років   і був виявлений в кінці 50-х — початку 60-х років двадцятого століття відразу декількома математиками, включаючи Дж. Міллера , радянського вченого В. Г. Ашкінузе (1957)  , югославського математика С. Білинського (1960) .

## Приклади

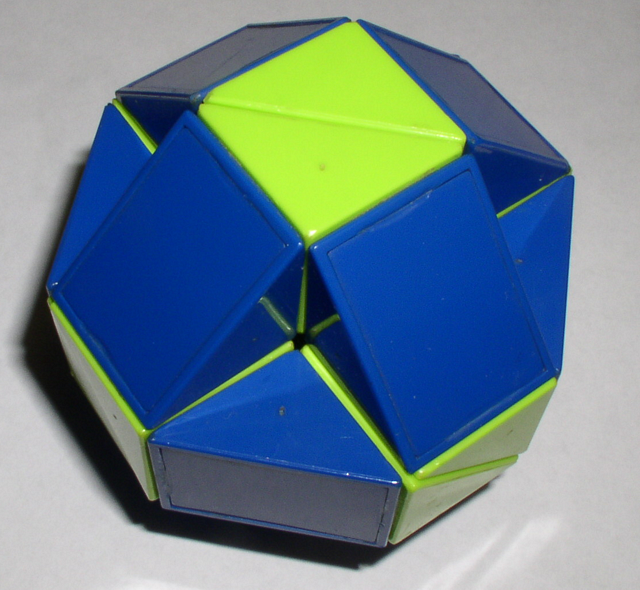
Змійка Рубіка в формі близькій до ромбокубооктаедра

- Ромбокубооктаедр добре відомий любителям головоломок: складеної в дуже схожий багатогранник часто продається знаменита змійка Рубика (на фото — частина квадратів замінена прямокутниками і трикутники замінені увігнуті з трьох прямокутних трикутників).
- Будівля Національної бібліотеки Білорусі є ромбокубооктаедром висотою 73,6 м (23 поверхи) і вагою 115 000 тон (не рахуючи книг).
- Ромбокубооктаедр зображений на єдиному відомому портреті Луки Пачолі.